# Digital hardcore
Genres dérivés
Breakcore, cybergrind, pungle
Le digital hardcore est un sous-genre musical du punk hardcore, fortement influencé par la musique électronique. Ce style se développe en Allemagne au début des années 1990 et s'accompagne souvent de thèmes sociologiques et d'extrême gauche.

## Histoire

### Années 1990

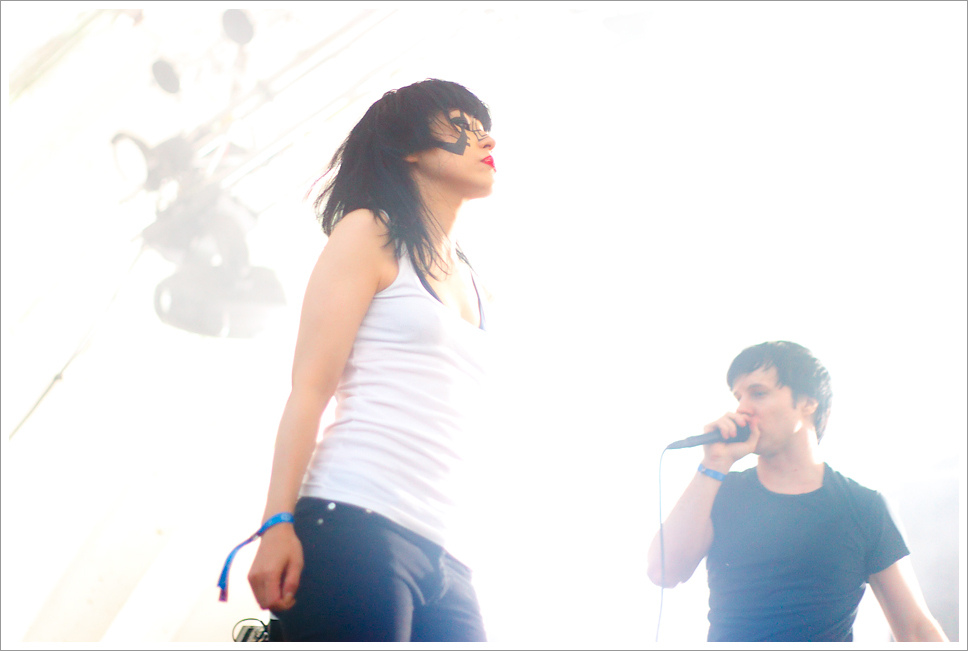
Atari Teenage Riot sur scène.

La musique a été d'abord définie par le groupe Atari Teenage Riot, formé à Berlin, en Allemagne en 1992. Le leader du groupe, Alec Empire, inventa le terme « digital hardcore » en créant le label discographique indépendant Digital Hardcore Recordings en 1994,. 
Des groupes allemands au style similaire ont commencé à signer avec le label et la popularité underground de ce style a commencé à croître, plusieurs festivals de digital hardcore commençant à voir le jour dans certaines villes allemandes. Au milieu des années 1990, plusieurs nouveaux labels spécialisés dans ce style se sont formés dans le monde. Parmi eux Gangster Toons Industries (Paris), Praxis (Londres), Cross Fade Entertainment (Hambourg), Drop Bass Network (États-Unis), et Bloody Fist (Australie). DHR a aussi un lien de parenté très fort avec les labels francfortois Mille Plateaux et Riot Beats. Le travail d'Alec Empire a posé les bases du breakcore,.
Parmi les autres groupes et artistes importants du style digital hardcore de cette période figurent Christoph de Babalon, Cobra Killer, EC8OR, Hanin Elias, Lolita Storm, Nic Endo, The Panacea, et The Mad Capsule Markets.

### Années 2000
Alec Empire explique que « le digital hardcore est passé d'une scène locale berlinoise à un mouvement underground international. » La bande originale du film Threat comprend des musiques produites par des musiciens de digital hardcore, aux côtés de groupes de metalcore. Phantomsmasher, le projet de James Plotkin, Dave Witte et Speedranch combine le digital hardcore avec le grindcore. Le groupe français La Phaze joue un digital hardcore fortement influencé par le drum and bass appelé pungle. Les groupes de digital hardcore du XXIe siècle sont entre autres Ambassador 21, Left Spine Down, Motormark, Phallus Über Alles, Schizoid, noCore, The Shizit, Toxigen, Rabbit Junk, Moshpit, Malakwa et Ultramerda.

### Années 2010–2020
Le digital hardcore perd de son importance dans les années 2010. Cependant, son influence internationale peut être observée dans la proéminence de l'electronicore, un genre musical similaire qui fusionne le punk hardcore et le metalcore avec l'electronica. Le groupe allemand We Butter the Bread with Butter connait un succès commercial en utilisant cette fusion. Le terme « digital hardcore » est largement tombé en désuétude, étant donné son association avec des paroles politiquement chargées, qui ne sont pas une caractéristique des nouveaux artistes electronicore. Un groupe digital hardcore notable à sortir des années 2010 était Machine Girl, en particulier sur leur album ...Because I'm Young Arrogant and Hate Everything You Stand For, sorti en 2017, qui combine leur style breakcore moderne antérieur avec des voix punk hardcore plus extrêmes.
Les années 2010 assistent aussi à l'émergence de groupes comme Deli Girls et Sweat Equity.

## Caractéristiques
Le digital hardcore se caractérise généralement par un tempo rapide et un son agressif, abrasif, et combine la vitesse, la lourdeur et la culture du punk hardcore et du riot grrrl, avec la musique électronique comme la techno hardcore, la jungle, et le rock industriel. Certains groupes, comme Atari Teenage Riot, incorporent des éléments de hip-hop, notamment le rap.
Ce genre utilise principalement des guitares électriques, des boîtes à rythmes, des synthétiseurs et des samplers. Alors que l'utilisation de guitares et d'instruments électroniques est quasi indispensable, la batterie et la basse traditionnelles sont plus optionnelles. Les parties vocales sont plus souvent criées que chantées. En général les paroles sont très politisées et proches d'idées d'extrême gauche et anarchistes.